# Desmond Bane
Desmond Michael Bane (Richmond, 25 de junho de 1998) é um norte-americano basquetebolista profissional que atualmente joga pelo Orlando Magic, da National Basketball Association (NBA). 
Ele jogou basquete universitário na Texas Christian University (TCU) e foi selecionado pelo Boston Celtics como a 30ª escolha geral no Draft da NBA de 2020, porém foi trocado para o Memphis Grizzlies dois dias depois do Draft.
Após cinco temporadas em Memphis, acumulando médias de 17.8 pontos, 4.6 rebotes e 3.8 assistências por jogo, Bane foi trocado para o Orlando Magic no dia 15 de junho de 2025. O pacote enviado para os Grizzlies continha Kentavious Caldwell-Pope, Cole Anthony, quatro escolhas de 1ª rodada do Draft da NBA e uma pick swap.

## Estatísticas da carreira

### NBA

#### Temporada regular
| Ano      | Equipe   | PJ  | PT  | MPJ  | AP   | 3P   | LL   | RT  | AS  | BR  | TO | PPJ  |
| -------- | -------- | --- | --- | ---- | ---- | ---- | ---- | --- | --- | --- | -- | ---- |
| 2020–21  | Memphis  | 68  | 17  | 22.3 | .469 | .432 | .816 | 3.1 | 1.7 | .6  | .2 | 9.2  |
| 2021–22  | Memphis  | 76  | 76  | 29.8 | .461 | .436 | .903 | 4.4 | 2.7 | 1.2 | .4 | 18.2 |
| 2022–23  | Memphis  | 58  | 58  | 31.7 | .479 | .408 | .883 | 5.0 | 4.4 | 1.0 | .4 | 21.5 |
| 2023–24  | Memphis  | 42  | 42  | 34.4 | .464 | .381 | .870 | 4.4 | 5.5 | 1.0 | .5 | 23.7 |
| Carreira | Carreira | 244 | 193 | 29.0 | .468 | .415 | .879 | 4.2 | 3.3 | 1.0 | .4 | 17.4 |

#### Play-in
| Ano      | Equipe   | PJ | PT | MPJ  | AP   | 3P   | LL   | RT  | AS  | BR | TO | PPJ |
| -------- | -------- | -- | -- | ---- | ---- | ---- | ---- | --- | --- | -- | -- | --- |
| 2021     | Memphis  | 2  | 0  | 27.1 | .400 | .143 | .800 | 5.0 | 1.0 | .0 | .0 | 8.5 |
| Carreira | Carreira | 2  | 0  | 27.1 | .400 | .143 | .800 | 5.0 | 1.0 | .0 | .0 | 8.5 |

#### Playoffs
| Ano      | Equipe   | PJ | PT | MPJ  | AP   | 3P   | LL   | RT  | AS  | BR | TO | PPJ  |
| -------- | -------- | -- | -- | ---- | ---- | ---- | ---- | --- | --- | -- | -- | ---- |
| 2021     | Memphis  | 5  | 0  | 19.8 | .579 | .500 | —    | 3.4 | 2.0 | .8 | .4 | 5.6  |
| 2022     | Memphis  | 12 | 12 | 35.7 | .478 | .489 | .857 | 3.8 | 2.2 | .9 | .8 | 18.8 |
| 2023     | Memphis  | 6  | 6  | 38.6 | .422 | .320 | .931 | 6.0 | 3.2 | .5 | .0 | 23.5 |
| Carreira | Carreira | 23 | 18 | 33.0 | .463 | .433 | .891 | 4.3 | 2.4 | .8 | .5 | 17.1 |

### Universitário
| Ano      | Equipe   | PJ  | PT  | MPJ  | AP   | 3P   | LL   | RT  | AS  | BR  | TO | PPJ  |
| -------- | -------- | --- | --- | ---- | ---- | ---- | ---- | --- | --- | --- | -- | ---- |
| 2016–17  | TCU      | 39  | 13  | 20.7 | .515 | .380 | .768 | 2.9 | 1.0 | .3  | .2 | 7.1  |
| 2017–18  | TCU      | 33  | 32  | 30.5 | .539 | .461 | .780 | 4.1 | 2.5 | .9  | .2 | 12.5 |
| 2018–19  | TCU      | 37  | 37  | 35.5 | .502 | .425 | .867 | 5.7 | 2.4 | 1.1 | .5 | 15.2 |
| 2019–20  | TCU      | 32  | 32  | 36.0 | .452 | .442 | .789 | 6.3 | 3.9 | 1.5 | .5 | 16.6 |
| Carreira | Carreira | 141 | 114 | 30.3 | .495 | .433 | .801 | 4.7 | 2.4 | .9  | .4 | 12.7 |

Fonte:

## Prêmios e Homenagens
- NBA
  - NBA All-Rookie Team:
    - Segundo time: 2021